# Jogos Mundiais dos Povos Indígenas
Os Jogos Mundiais dos Povos Indígenas são considerados o maior evento desportivo-cultural indígena das Américas, onde buscam a celebração e o envolvimento dos povos participantes, incentivando o respeito mútuo às vivências culturais e desportivas tradicionais e ocidentais. Com esse perfil inédito, o evento mostra ao mundo a força e a diversidade indígena, a partir da raiz brasileira, com seus rituais, indumentárias, cantos, cores e jogos ancestrais.
A primeira edição foi realizada de 23 de outubro a 1 de novembro de 2015, em Palmas (TO).

## História

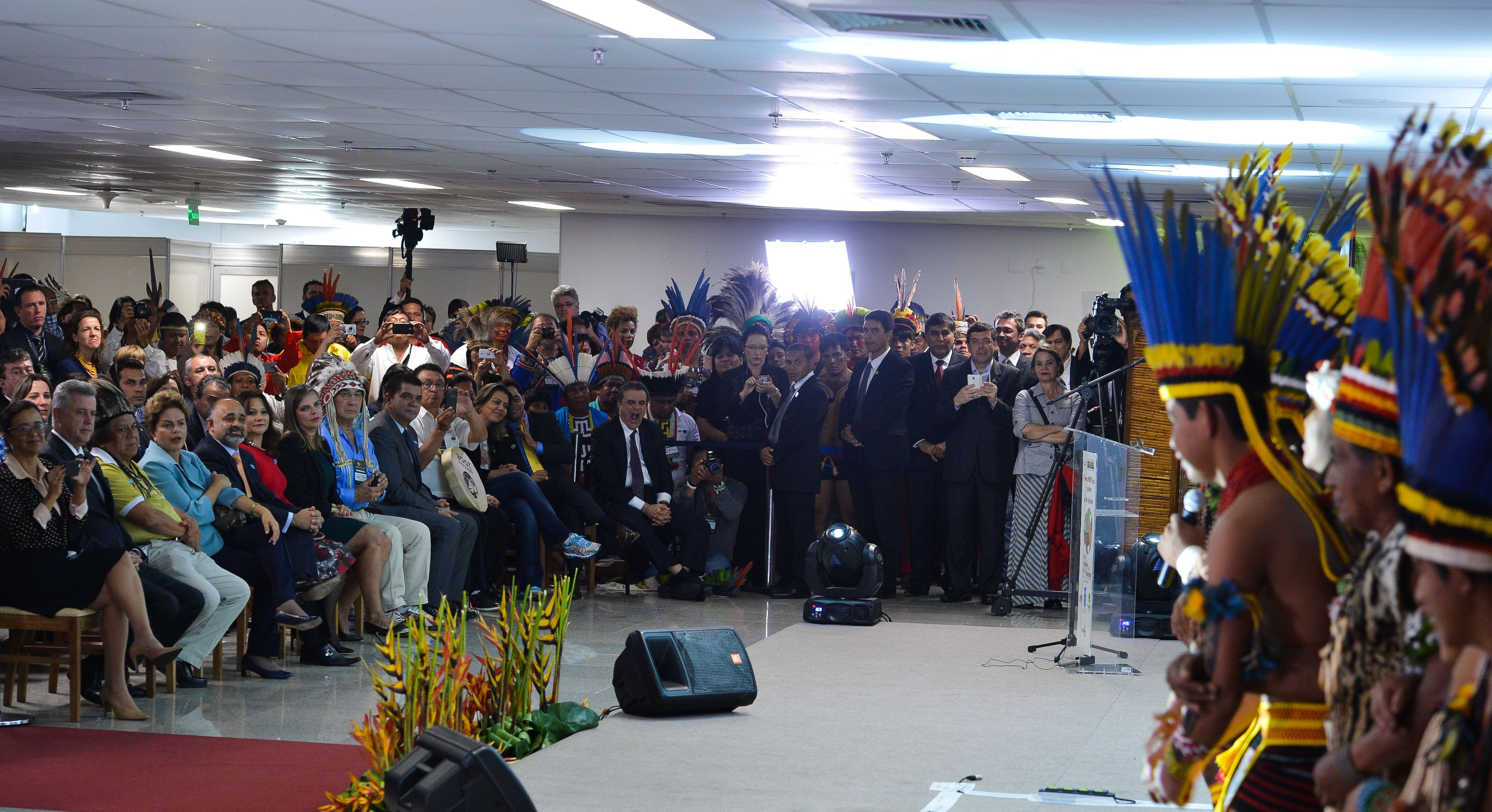
A presidente Dilma Rousseff participa do lançamento nacional da primeira edição dos Jogos Mundiais dos Povos Indígenas (Valter Campanato/Agência Brasil).

A primeira edição dos Jogos Mundiais dos Povos Indígenas contou com a participação de 23 etnias brasileiras e delegações de 22 países – que puderam inscrever cada uma, até 50 atletas, totalizando cerca de 2.300 participantes. A programação foi realizada em 13 dias, sendo os três primeiros, de ambientação, com shows e passeios turísticos. Os dez dias seguintes foram dedicados ao esporte, à gastronomia e ao artesanato, numa verdadeira demonstração de cultura dos povos indígenas. Com isso, foram envolvidos brasileiros e estrangeiros, num ambiente que possibilitou vivências culturais diversificadas e focadas no respeito, na harmonia e na integração entre os povos.
Antes da idealização internacional, os “Jogos dos Povos Indígenas” chegaram a 12 edições, realizadas em diversas capitais do Brasil. Hoje, o evento é tido como um importante mecanismo de execução e consolidação de políticas públicas dedicadas à valorização, promoção e fomento à cultura dos povos indígenas, fortalecendo a sua diversidade, línguas tradicionais, rituais e representações artístico-culturais.
Os Jogos nasceram em 1996, por meio de uma iniciativa indígena brasileira dos irmãos Carlos Terena e Marcos Terena, representantes do Comitê Intertribal – Memória e Ciência Indígena (ITC), com o apoio do Ministério do Esporte do Brasil. A concepção contou com a participação ativa dos diversos líderes indígenas, da sociedade civil e de instâncias governamentais.
A ideia do JMI surgiu em 1980, com a proposta de realização das Olimpíadas Indígenas. Em 1996, o então Ministro dos Esportes, Pelé, aprovou a iniciativa e promoveu os Jogos dos Povos Indígenas, cuja primeira edição foi disputada em Goiânia.
Nos XIII Jogos dos Povos, em 2013, em Cuiabá, autoridades indígenas de 17 países e indígenas de 48 aldeias brasileiras debateram a criação dos Jogos Mundiais Indígenas. O evento foi lançado oficialmente em 25 de junho de 2015, numa solenidade em Brasília.

## Primeira edição mundial
A expectativa da organização era de reunir 2 200 competidores, representando 24 etnias brasileiras e de mais 22 países. O mascote da edição foi o pequeno guerreiro indígena Kaly, cujo nome é uma redução da palavra aruaque Kalykute, que significa "humano de pequena estatura".

### Países participantes
- Argentina
- Austrália
- Brasil
- Colômbia
- Canadá
- Chile
- Equador
- Estados Unidos
- Etiópia
- Filipinas
- Guatemala
- Finlândia[8]
- França (Guiana Francesa)
- México
- Mongólia
- Nova Zelândia
- Nicarágua
- Panamá
- Paraguai
- Peru
- Rússia
- República do Congo
- Uruguai
- Venezuela

### Modalidades
- Arco e flecha
- Arremesso de lança
- Cabo de guerra
- Corrida de tora
- Lutas
- Futebol
- Atletismo
- Xikunahati
- entre outras diversas modalidades tradicionais dos povos originários que participam do evento.